# Moutier (gemeente)
Moutier (Duits (verouderd): Münster) is een Franstalig industriestadje in Zwitserland, dat in het noordwestelijk deel van het kanton Bern is gelegen ('Berner-Jura') op een kruispunt van regionale verbindingsdalen (naar Biel, Delémont en Bazel), en ligt tevens aan de ingang van de schilderachtige rotskloof Val Moutier.
Moutier telt 7.608 inwoners.
De stad kent een rijk industrieel verleden als leveranciers van fijn mechanische toepassingen. Ze is nog steeds toonaangevend in het verspanen en draaien van onderdelen voor onder andere de horloge-industrie.
In het centrum van het stadje staan nog enkele fraaie 16e- en 17e-eeuwse huizen en een opvallend moderne kerk, de Notre Dame uit 1965. Noordelijker is nog een 16e-eeuwse burcht.

## Kantonnale controverse
Het stadje speelde een rol in de politieke herstructurering van de regio in de 19de en 20ste eeuw toen het meest noordwestelijke, Franstalige deel van het overwegend Duitstalige kanton Bern streefde naar een eigen kanton. Na talloze botsingen tussen de politie en de separatisten, zoals op 3 april 1977, is het kanton Jura er in 1979 toch gekomen (in een landelijk referendum in 1978 stemde 82% van de Zwitsers ermee in). Echter, de inwoners van Moutier kozen in 1974 en 1998 ervoor bij Bern te blijven. Wel stemde een kleine meerderheid van de bevolking op 24 november 2013 voor toetreding tot een nieuw groter kanton Jura op voorwaarde dat ook de Berner-Jura hiervan deel zou gaan uitmaken. Maar de bewoners van de andere gemeenten in de Berner Jura stemden met ruime meerderheid tegen: zij willen bij kanton Bern blijven.
Op 18 juni 2017 stemde 51,7% van de bevolking van Moutier alsnog voor aansluiting bij het kanton Jura. Deze uitslag werd ongeldig verklaard vanwege onregelmatigheden bij de telling (de opkomst was 87%). De tweede stemming erover, op 28 maart 2021, verliep wel vlekkeloos: 54,9% van de burgers wil dat Moutier deel gaat uitmaken van het kanton Jura (opkomst nu 88%). Naar verwachting zal dit op 1 januari 2026 een feit zijn.

## Geboren
- Henri Huber (1918 - 1979), politicus
- Henri-Louis Favre (1920 - 2011), politicus